# Mont-lès-Seurre
Pour les articles homonymes, voir Mont.
Mont-lès-Seurre est une commune française située dans le département de Saône-et-Loire, en région Bourgogne-Franche-Comté.

## Géographie

### Climat
Pour des articles plus généraux, voir Climat de la Bourgogne-Franche-Comté et Climat de Saône-et-Loire.
En 2010, le climat de la commune est de type climat océanique dégradé des plaines du Centre et du Nord, selon une étude du Centre national de la recherche scientifique s'appuyant sur une série de données couvrant la période 1971-2000. En 2020, Météo-France publie une typologie des climats de la France métropolitaine dans laquelle la commune est exposée à un climat semi-continental et est dans la région climatique Bourgogne, vallée de la Saône, caractérisée par un bon ensoleillement (1 900 h/an), un été chaud (18,5 °C), un air sec au printemps et en été et des vents faibles.
Pour la période 1971-2000, la température annuelle moyenne est de 11,1 °C, avec une amplitude thermique annuelle de 17,9 °C. Le cumul annuel moyen de précipitations est de 873 mm, avec 11,3 jours de précipitations en janvier et 7,4 jours en juillet. Pour la période 1991-2020, la température moyenne annuelle observée sur la station météorologique de Météo-France la plus proche, « Pagny-le-chateau », sur la commune de Chamblanc à 8 km à vol d'oiseau, est de 11,7 °C et le cumul annuel moyen de précipitations est de 802,0 mm. 
La température maximale relevée sur cette station est de 39,6 °C, atteinte le 7 août 2003 ; la température minimale est de −17,8 °C, atteinte le 20 décembre 2009,,.
Les paramètres climatiques de la commune ont été estimés pour le milieu du siècle (2041-2070) selon différents scénarios d'émission de gaz à effet de serre à partir des nouvelles projections climatiques de référence DRIAS-2020. Ils sont consultables sur un site dédié publié par Météo-France en novembre 2022.

## Urbanisme

### Typologie
Au 1er janvier 2024, Mont-lès-Seurre est catégorisée commune rurale à habitat dispersé, selon la nouvelle grille communale de densité à sept niveaux définie par l'Insee en 2022.
Elle est située hors unité urbaine. Par ailleurs la commune fait partie de l'aire d'attraction de Beaune, dont elle est une commune de la couronne,. Cette aire, qui regroupe 64 communes, est catégorisée dans les aires de 50 000 à moins de 200 000 habitants,.

### Occupation des sols
L'occupation des sols de la commune, telle qu'elle ressort de la base de données européenne d’occupation biophysique des sols Corine Land Cover (CLC), est marquée par l'importance des territoires agricoles (91,3 % en 2018), une proportion sensiblement équivalente à celle de 1990 (91,5 %). La répartition détaillée en 2018 est la suivante : terres arables (54,8 %), prairies (36,6 %), zones urbanisées (4,3 %), eaux continentales (4,3 %). L'évolution de l’occupation des sols de la commune et de ses infrastructures peut être observée sur les différentes représentations cartographiques du territoire : la carte de Cassini (XVIIIe siècle), la carte d'état-major (1820-1866) et les cartes ou photos aériennes de l'IGN pour la période actuelle (1950 à aujourd'hui).

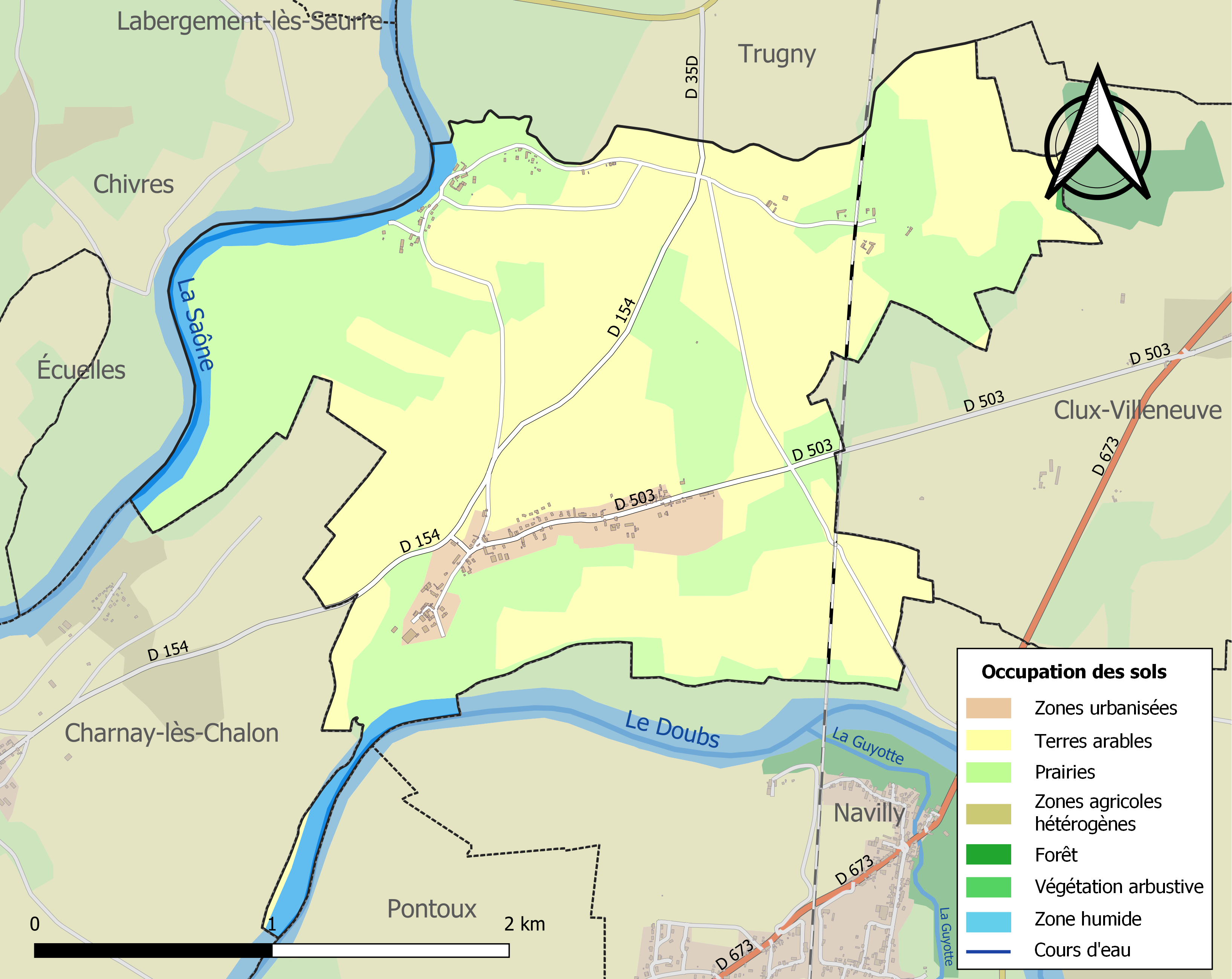
Carte des infrastructures et de l'occupation des sols de la commune en 2018 (CLC).

## Histoire
Jusqu'à la Révolution française, Mont-lès-Seurre, localité du département de Saône-et-Loire relevant depuis 1801 du diocèse d'Autun, dépendit du diocèse de Besançon.

## Politique et administration
| Période                                  | Période        | Identité       | Étiquette | Qualité |
| ---------------------------------------- | -------------- | -------------- | --------- | ------- |
| juin 1995                                | mars 2014      | Liliane Kulaga |           |         |
| mars 2014                                | septembre 2016 | André Gros     |           |         |
| septembre 2016                           | En cours       | Liliane Kulaga |           |         |
| Les données manquantes sont à compléter. |                |                |           |         |

## Population et société

### Démographie
L'évolution du nombre d'habitants est connue à travers les recensements de la population effectués dans la commune depuis 1793. Pour les communes de moins de 10 000 habitants, une enquête de recensement portant sur toute la population est réalisée tous les cinq ans, les populations de référence des années intermédiaires étant quant à elles estimées par interpolation ou extrapolation. Pour la commune, le premier recensement exhaustif entrant dans le cadre du nouveau dispositif a été réalisé en 2008.

En 2022, la commune comptait 188 habitants, en évolution de +6,21 % par rapport à 2016 (Saône-et-Loire : −1,06 %, France hors Mayotte : +2,11 %).
| 1793 | 1800 | 1806 | 1821 | 1831 | 1836 | 1841 | 1846 | 1851 |
| ---- | ---- | ---- | ---- | ---- | ---- | ---- | ---- | ---- |
| 209  | 284  | 313  | 251  | 269  | 307  | 302  | 334  | 318  |

| 1856 | 1861 | 1866 | 1872 | 1876 | 1881 | 1886 | 1891 | 1896 |
| ---- | ---- | ---- | ---- | ---- | ---- | ---- | ---- | ---- |
| 307  | 301  | 325  | 283  | 264  | 351  | 324  | 234  | 223  |

| 1901 | 1906 | 1911 | 1921 | 1926 | 1931 | 1936 | 1946 | 1954 |
| ---- | ---- | ---- | ---- | ---- | ---- | ---- | ---- | ---- |
| 213  | 218  | 224  | 188  | 206  | 200  | 209  | 189  | 174  |

| 1962 | 1968 | 1975 | 1982 | 1990 | 1999 | 2006 | 2008 | 2013 |
| ---- | ---- | ---- | ---- | ---- | ---- | ---- | ---- | ---- |
| 171  | 170  | 150  | 150  | 151  | 136  | 149  | 153  | 174  |

| 2018 | 2022 | - | - | - | - | - | - | - |
| ---- | ---- | - | - | - | - | - | - | - |
| 183  | 188  | - | - | - | - | - | - | - |

### Cultes
Mont-lès-Seurre appartient à la paroisse Saint-Jean-Baptiste-des-Trois-Rivières, qui relève du diocèse d'Autun et a son siège à Verdun-sur-le-Doubs.

## Culture locale et patrimoine

### Lieux et monuments

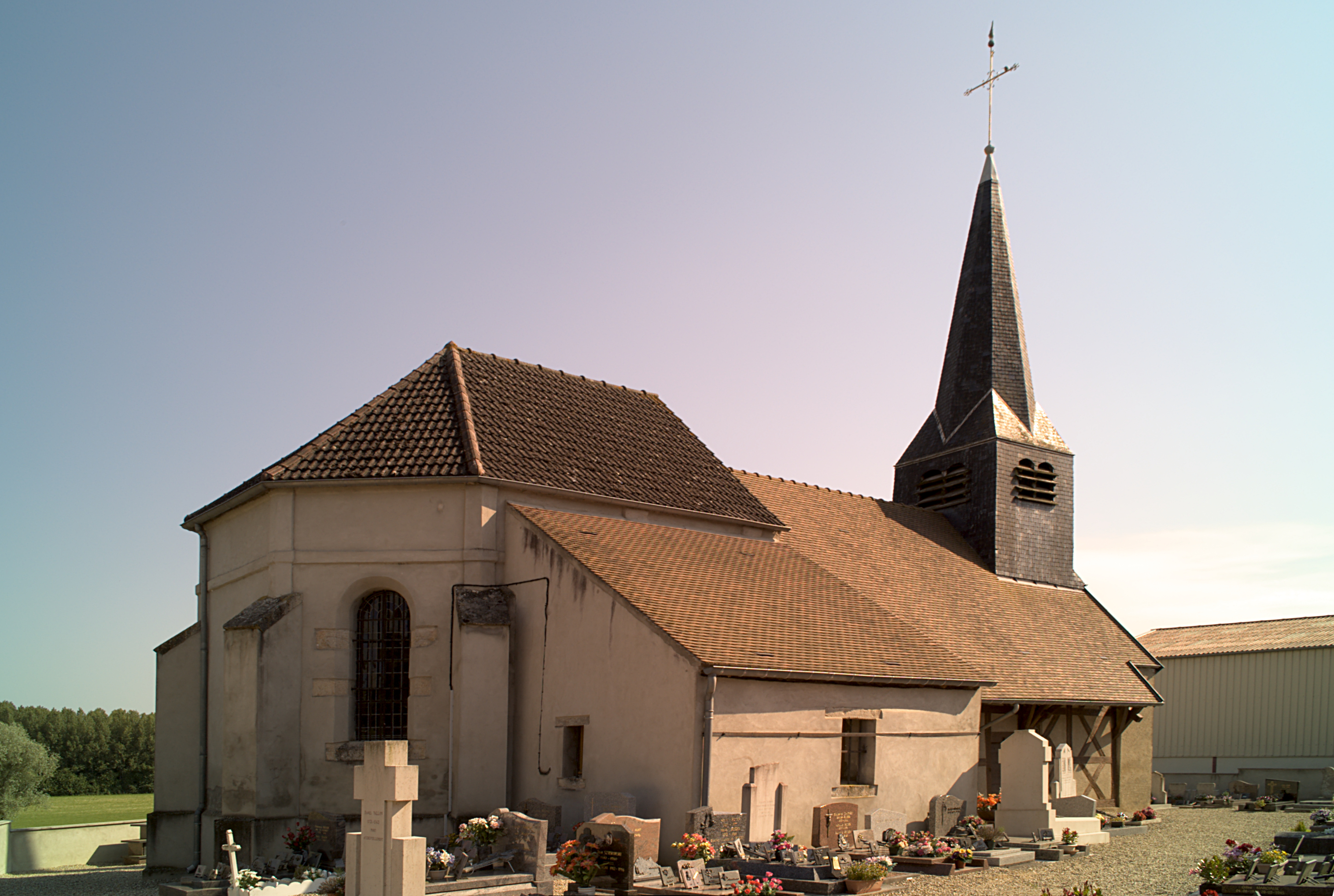
L'église Saint-Martin de Mont-lès-Seurre.

L'église dédiée à saint Martin, qui remonte au XVIe siècle et dont l'originalité est d'avoir conservé le plafond lambrissé de la nef, en forme de carène reposant sur une ossature de colombages. Dans le chœur se trouvent aussi des statues (inscrites MH le 14 mars 2002 et restaurées en 2006) datant d'entre 1529 et 1540 et représentant les trois Marie : La Vierge et l'Enfant, Marie-Cléophas et ses fils, Marie-Salomé et ses fils.

### Héraldique
| Blason de Mont-lès-Seurre | Blason  | Coupé voûté: au 1 de sinople à l'aigle en chef accompagnée sous les ailes d'une étoile à dextre et d'un casque romain à senestre, tous d'or, au 2 d'argent à unsaint Martin à cheval partageant son manteau au naturel surmontant une trangle ondée d'azur. |
| Blason de Mont-lès-Seurre | Détails | Créé par JF Binon. Site Internet de la commune, 2025. |

## Pour approfondir